# Gregory Olsen
Gregory Hammond Olsen, detto Greg (New York, 20 aprile 1945), è un imprenditore e ingegnere statunitense che, nell'ottobre 2005, è diventato il terzo privato cittadino a fare un viaggio autofinanziato 
a bordo della Sojuz TMA-7 verso la Stazione Spaziale Internazionale con la società Space Adventures..
Olsen è stato co-fondatore e presidente di Sensors Unlimited Inc., un'azienda che sviluppa dispositivi optoelettronici come telecamere sensibili nel vicino infrarosso (NIR) e a infrarossi a onde corte (SWIR). Uno dei principali clienti di Sensors Unlimited è la NASA. Olsen è presidente di GHO Ventures, LLC, a Princeton, nel New Jersey, dove gestisce i suoi investimenti angel, l'azienda vinicola sudafricana, il ranch del Montana, gli immobili di Manhattan e Miami e tiene numerosi discorsi per incoraggiare i bambini, in particolare le minoranze e le bambine, a prendere in considerazione una carriera nella scienza o nell'ingegneria. È anche professore di fisica alla Rider University.

## Biografia
Olsen, nato a Brooklyn, New York, era figlio di un elettricista IBEW Local 3. Sua madre era un'insegnante di scuola. È cresciuto a Bay Ridge e si è diplomato alla Ridgefield Park High School, Ridgefield Park, New Jersey nel 1962. Olsen inizialmente voleva diventare un giocatore di baseball, ma si rese conto dalla piccola lega locale di quanto fosse duro lo standard. Olsen è stato ispirato da suo padre a diventare un elettricista.
Dopo essere stato considerato un fallimento dagli insegnanti a causa dei bassi voti al liceo, Olsen pianificò di arruolarsi nell'esercito degli Stati Uniti fino a quando non gli fu consigliato di provare il college per diversi mesi. Attraverso una borsa di studio IBEW Local 3, Olsen ha tentato il college, ha mantenuto alti i suoi voti e si è laureato magna cum laude presso la Fairleigh Dickinson University. In seguito si è laureato con un dottorato di ricerca in scienza dei materiali presso l'Università della Virginia.